# 熊野神社 (五島市)
熊野神社（くまのじんじゃ）は、長崎県五島市浜町に鎮座する神社である。

## 祭神
速玉男尊 、伊邪那岐尊、事解男尊を主祭神に祀る。

## 歴史
創建年代および縁起等は不詳。
慶長17年（1612年）および翌年に江戸幕府がキリシタン禁制を施行。寛永6年（1619年）に絵踏を導入し、福江島においては、当初拒んだ者はキリスト教会前で処罰、処刑されていたが、イエス・キリストの面前で神のために死ねることを至高の幸せとしたため、福江島内の多くの神社で、処刑、処罰が実行されたとされる。

## 祭祀
祖父君神社の神主が受け持っている関係から、旧9月9、10日の例祭には五島神楽が奉納される。五島神楽は国の選択無形民俗文化財にも選択された五島神楽に含まれ、長崎県無形民俗文化財に単独で指定された。
主な祭礼・神事
- 初祈祷（1月10日）
- 例大祭（旧9月9、10日）

## その他の神社
その他の阿瀬津郷の神社に奥浦神社がある。
また隣接する七目郷に潮目天満神社が、鯛ノ浦郷に鯛之浦神社がある

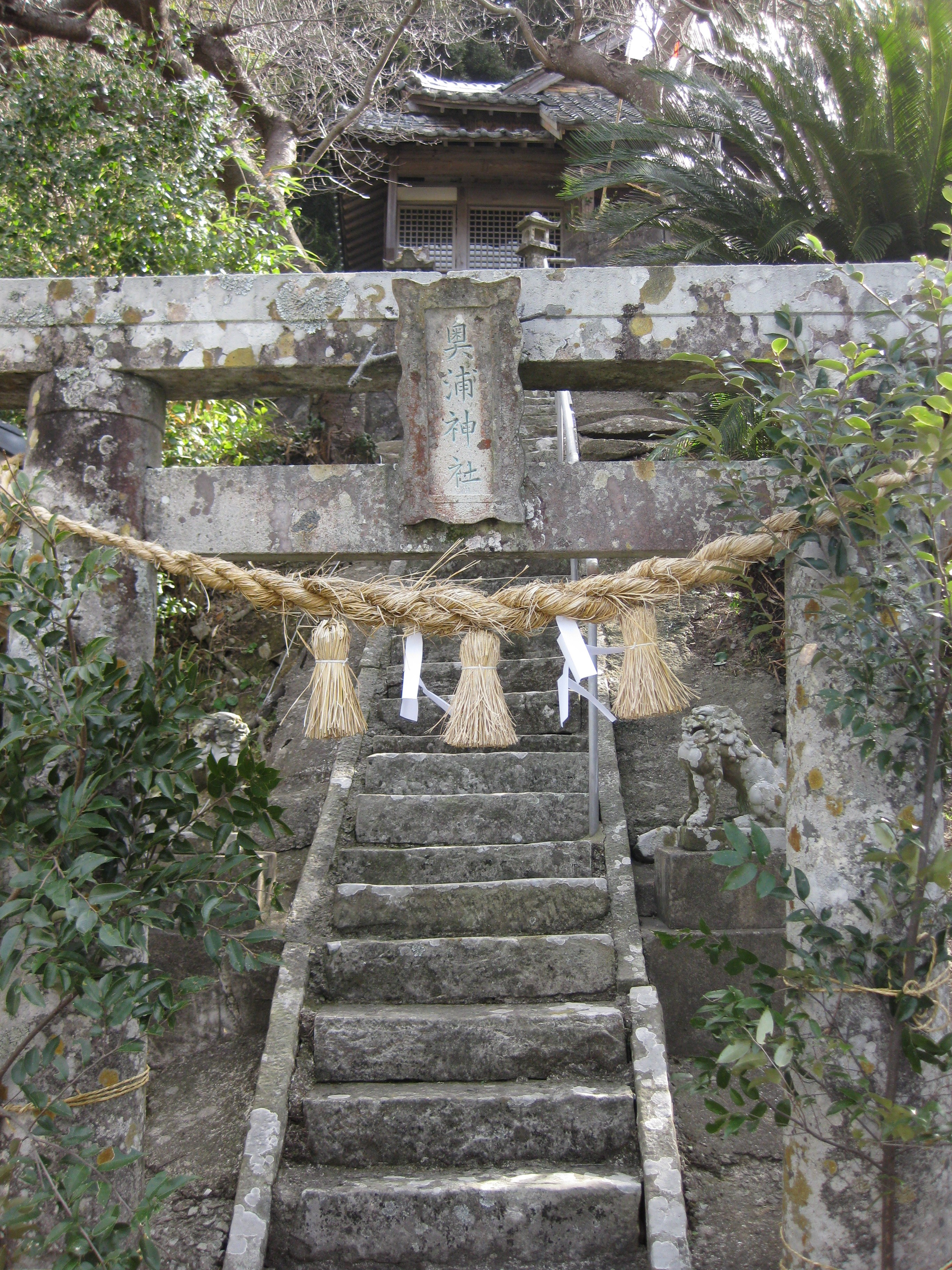
奥浦神社
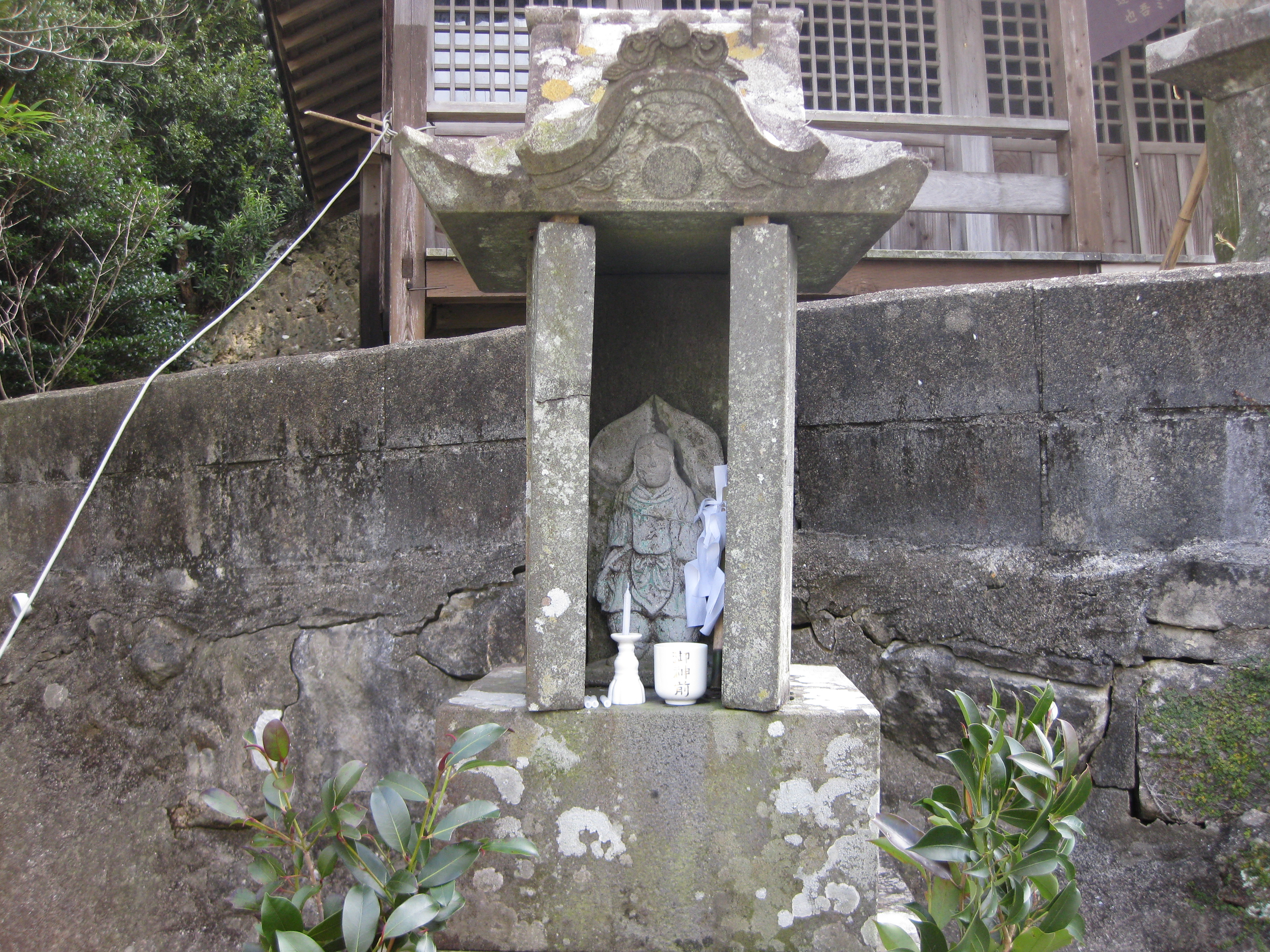
奥浦神社・境内社
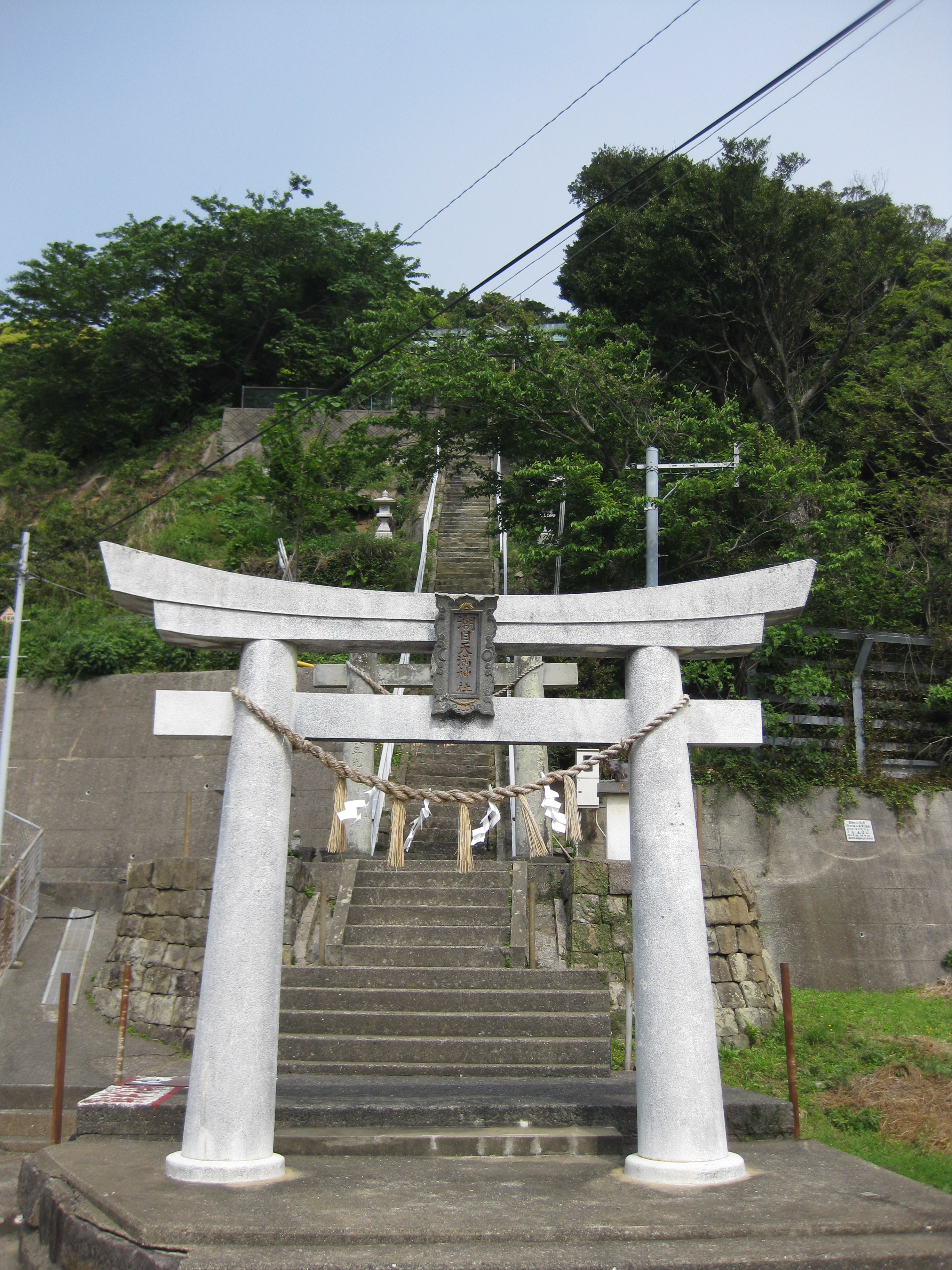
潮目天満神社